# Manuel Llamas Fernández
Manuel Llamas Fernández (Viñuela, Málaga, 1959) es un policía español, teniente general de la Guardia Civil, desde diciembre de 2023 director adjunto operativo (DAO) y máximo mando uniformado del cuerpo policial, «número 2» del cuerpo tras la directora de la Guardia Civil, Mercedes González Fernández desde el 17 de septiembre de 2024.

## Biografía
Manuel Llamas nació en 1959 en la localidad malagueña de La Viñuela (España).
Se licenció en Derecho y más tarde se doctoró en Ciencias Políticas. Después realizó un posgrado en Criminología y Dirección de la Seguridad Global.
Ingresó a la Guardia Civil en 1981, teniendo su primer ascenso a teniente (OF-1) en 1983. Su experiencia de décadas como miembro de la Guardia Civil incluyen el paso por el Grupo de Acción Rápida (GAR), el Servicio de Seguridad de la Casa de Su Majestad el Rey (SSCR), el Servicio de Información de la Guardia Civil en Navarra durante la lucha contra ETA y la Unidad Central Operativa (UCO) de la Jefatura de la Policía Judicial.
Trabajó en las comandancias de Santa Cruz de Tenerife, Melilla y Granada. Con el ascenso a general de Brigada (OF-6), tuvo el mando de la región de Castilla-La Mancha y más tarde los de la Jefatura de Policía Judicial y el del Gabinete Técnico.
En comisión de servicio participó en la misión de paz del Cuartel General de la OTAN en Sarajevo (SFOR) y en un proyecto de cooperación de la UE en Guatemala.
En 2021 fue ascendido a teniente general (OF-8), el máximo rango militar que puede alcnzar un guardia civil. Con el ascenso, fue nombrado a su vez jefe del Mando de Personal.
En 2023, por recomendación del entonces director de la Guardia Civil, Leonardo Marcos, fue nomrbado director adjunto operativo por Rafael Pérez Ruiz, secretario de Estado de Seguridad, en sustitución de Pablo Salas Moreno, cesado el mismo 12 de diciembre de 2023.
En 2024 envío un mensaje a un grupo de la aplicación de mensajería WhatsApp en el que decía: «Buenos días, Alfonso. Échale un ojo a esto y luego hablamos» seguido de un enlace a una noticia de The Objective titulada La Guardia Civil examina dos discos duros de Ábalos con «información sensible» sobre ‘el 1’. Según los medios, el mensaje en realidad era para Alfonso López Malo, responsable superior de la UCO, enviado por error al grupo de la aplicación de mensajería. Con ello, Llamas, por posible indicación del ministro, querría informarse de lo aparecido en las primeras informaciones del caso Koldo.
En mayo de 2025 acudió a la reunión organizada por Mercedes González Fernández, directora general de la Guardia Civil, junto a Alfonso López Malo y Rafael Vicente Yuste para mostrar el apoyo al teniente coronel (OF-4) Antonio Balas, jefe del Departamento de Delincuencia Económica de la UCO después de que saliesen a la luz conversaciones en el marco del Caso Leire Díez en el que la «fontanera del PSOE», María Leire Díez Castro, expresaba de manera figurada «Si está muerto, mejor», en referencia al teniente coronel Balas.

## Distinciones
- Gran Cruz de la Cruz Fidélitas ( España, 26 de diciembre de 2022).[9]
- Gran Cruz del Mérito Aeronáutico con distintivo blanco ( España, 28 de diciembre de 2021).[10]
- Gran Cruz de la Orden del Mérito de la Guardia Civil ( España, 4 de octubre de 2019).[11]
  -  Cruz de Plata de la Orden del Mérito de la Guardia Civil ( España, 13 de noviembre de 2014).[12]
- Gran Cruz de la Real y Militar Orden de San Hermenegildo ( España, 28 de abril de 2017).[13]